# Anatoly Roshchin
Pour les articles homonymes, voir Rochtchine.
Anatoly Roshchin (en russe : Анатолий Александрович Рощин, Anatoli Aleksandrovitch Rochtchine) est un lutteur soviétique né le 10 mars 1932 à Gaverdovo (ru) (oblast de Riazan) et mort le 5 janvier 2016 à Saint-Pétersbourg, spécialisé en lutte gréco-romaine.

## Palmarès

### Jeux olympiques
- Médaille d'or dans la catégorie des plus de 100 kg en 1972 à Munich
- Médaille d'argent dans la catégorie des plus de 97 kg en 1968 à Mexico
- Médaille d'argent dans la catégorie des plus de 97 kg en 1964 à Tokyo

### Championnats du monde
- Médaille d'or dans la catégorie des plus de 100 kg en 1970 à Edmonton
- Médaille d'or dans la catégorie des plus de 100 kg en 1969 à Mar del Plata
- Médaille d'or dans la catégorie des plus de 97 kg en 1963 à Helsingborg
- Médaille d'argent dans la catégorie des plus de 100 kg en 1971 à Sofia
- Médaille d'argent dans la catégorie des plus de 97 kg en 1967 à Bucarest
- Médaille d'argent dans la catégorie des plus de 97 kg en 1962 à Toledo

### Championnats d'Europe
- Médaille d'or dans la catégorie des plus de 97 kg en 1966 à Essen